# 泗川站
泗川站（：／ Sacheon yeok */?）曾經为韩国铁路晋三线上的一座鐵路站，位于庆尚南道泗川市泗川邑，已于1990年废止。

## 历史
- 1953年5月25日，落成使用[1]。
- 1990年1月20日，停止使用[2]。